# Trappola per genitori
Trappola per genitori (The Parent Trap II) è un film TV della Disney diretto dal regista Ronald F. Maxwell, basato sui personaggi del romanzo Carlottina e Carlottina (Das Doppelte Lottchen, 1949) di Erich Kästner e sequel del film Il cow-boy col velo da sposa del (1961)

## Trama
Sono passati venticinque anni da quando le gemelle Sharon e Susan si sono conosciute e hanno fatto rimettere insieme i propri genitori. Ora Sharon, divorziata, vive a Tampa, Florida con la figlia Nikki ed è in procinto di trasferirsi per lavoro a New York. Nikki però è contraria al trasferimento e decide, assieme alla sua nuova amica Mary, di far innamorare i rispettivi genitori. Per raggiungere il proprio scopo, chiederanno la collaborazione di Susan, che arriverà dalla California per aiutarle.

## Produzione
In occasione del venticinquesimo anniversario del grande successo Il cow-boy col velo da sposa, la Disney decise di realizzare un seguito televisivo da trasmettere su Disney Channel.
L'attrice Hayley Mills, assente dal grande schermo da oltre dieci anni e apparsa in televisione in qualche serial, si dichiarò "molto, molto felice di tornare per girare il sequel de Il cow-boy col velo da sposa.
Quando lo sceneggiatore Stuart Krieger sentì la voce che la Disney aveva intenzione di girare un seguito del suo film preferito, non si lasciò sfuggire l'occasione e si propose di scriverne la sceneggiatura. Grande fan della Mills, chiamò i personaggi delle due bambine con gli stessi nomi dei personaggi più noti dell'attrice: Nikki Ferris (Giallo a Creta) e Mary Grant (I figli del capitano Grant).
Per i ruoli delle figlie vennero ingaggiate le giovani Carrie Kai Heim (ancora nelle sale con La storia di Babbo Natale - Santa Claus) e Bridgette Andersen (sugli schermi con Febbre di gioco), mentre per la parte di Bill Grant venne scelto il popolare Tom Skerritt.
Le riprese del film tv iniziarono a metà gennaio 1986 e si conclusero diciotto giorni dopo, con la maggior parte delle location in varie località della Florida. La Mills trovò piuttosto complesso dover recitare la parte delle due gemelle che scambiano i ruoli. C'erano momenti, durante le riprese, "in cui non avevo idea di chi fossi!" scherzò l'attrice durante un'intervista sul set.

## Distribuzione
Il film venne trasmesso il 26 luglio 1986.